# 지도학

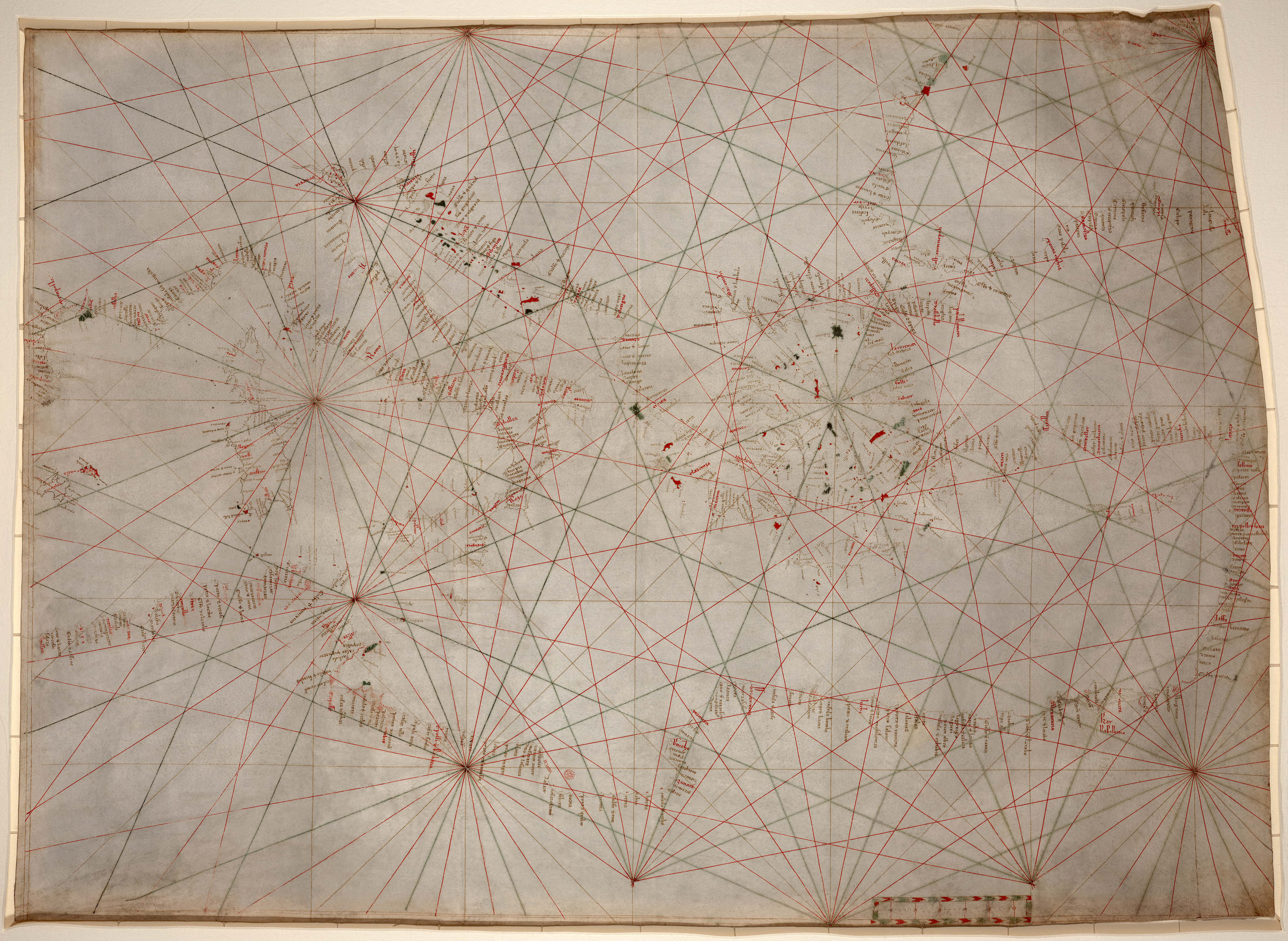
14세기의 지중해 지도

지도학(地圖學, 영어: cartography)은 지도 제작 학문과 그 실제를 말한다. 과학, 미학 그리고 기술이 결합하여, 지도제작법은 실제 공간의 정보를 효율적으로 표현하는 방법에 따라 실제가 모형으로 만들어질 수 있는 지형 정보를 기반으로 한다.
전통적인 지도 제작법의 근원적 문제는
- 지도의 주제와 지도화 될 대상의 특성들을 선택하는 것이다. 이것은 지도 편집과 관련된다. 특성들은 길과 땅의 크기인 물질적인 것이나 자연물 혹은 행정 구역같은 것이될 수 있을 것이다.
- 평평한 매체에 측량된 대상의 지형을 표현하는 것이다. 이것은 지도의 투영과 관련된다.
- 지도의 목적과 관련되지 않은 측량된 대상의 특성들을 삭제하는 것이다. 이것은 보편화와 관련된다.
- 측량될 특성들의 복잡성을 제거하는 것이다. 이것 역시 보편화와 관련된다.
- 지도의 요소를 보는 이들에게 그 지도의 메시지를 가장 잘 전달되도록 조정하는 것이다. 이것은 지도 디자인과 관련이 된다.

현대의 지도 제작법은 지리 정보 과학과 긴밀하게 통합되었고 많은 이론적이고 실제적인 지리 정보 과학의 기초들을 구성한다.

## 같이 보기
- 지도
- 세계 지도
- 초기의 세계지도(영어판)
- 여기 용들이 있다(en:Here be dragons, 라틴어: hic sunt dracones) - 초기 세계지도들에서 미탐사지역을 나타내는 라틴어 문구
- 지구본